# Klöverärt

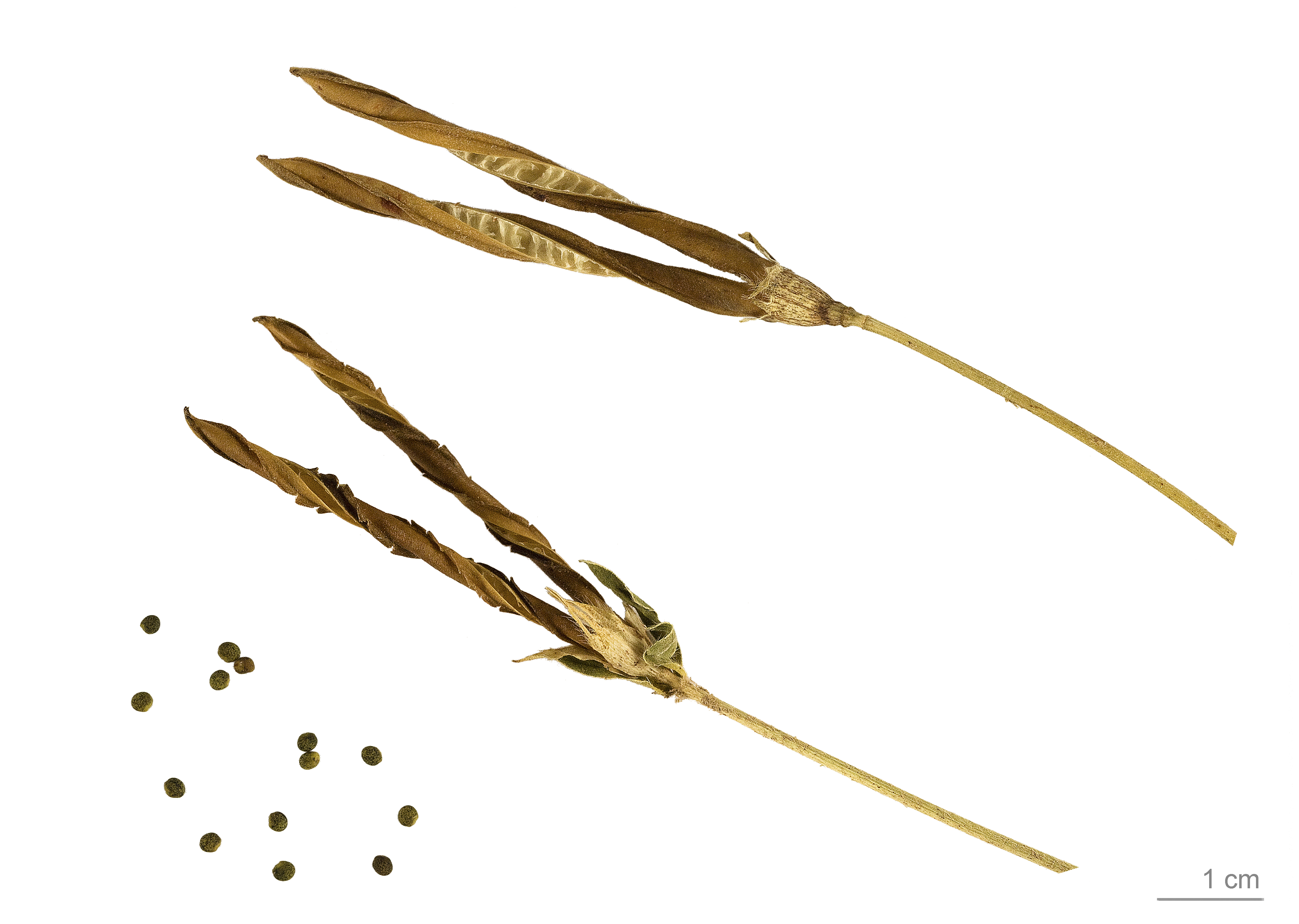
Tetragonolobus maritimus

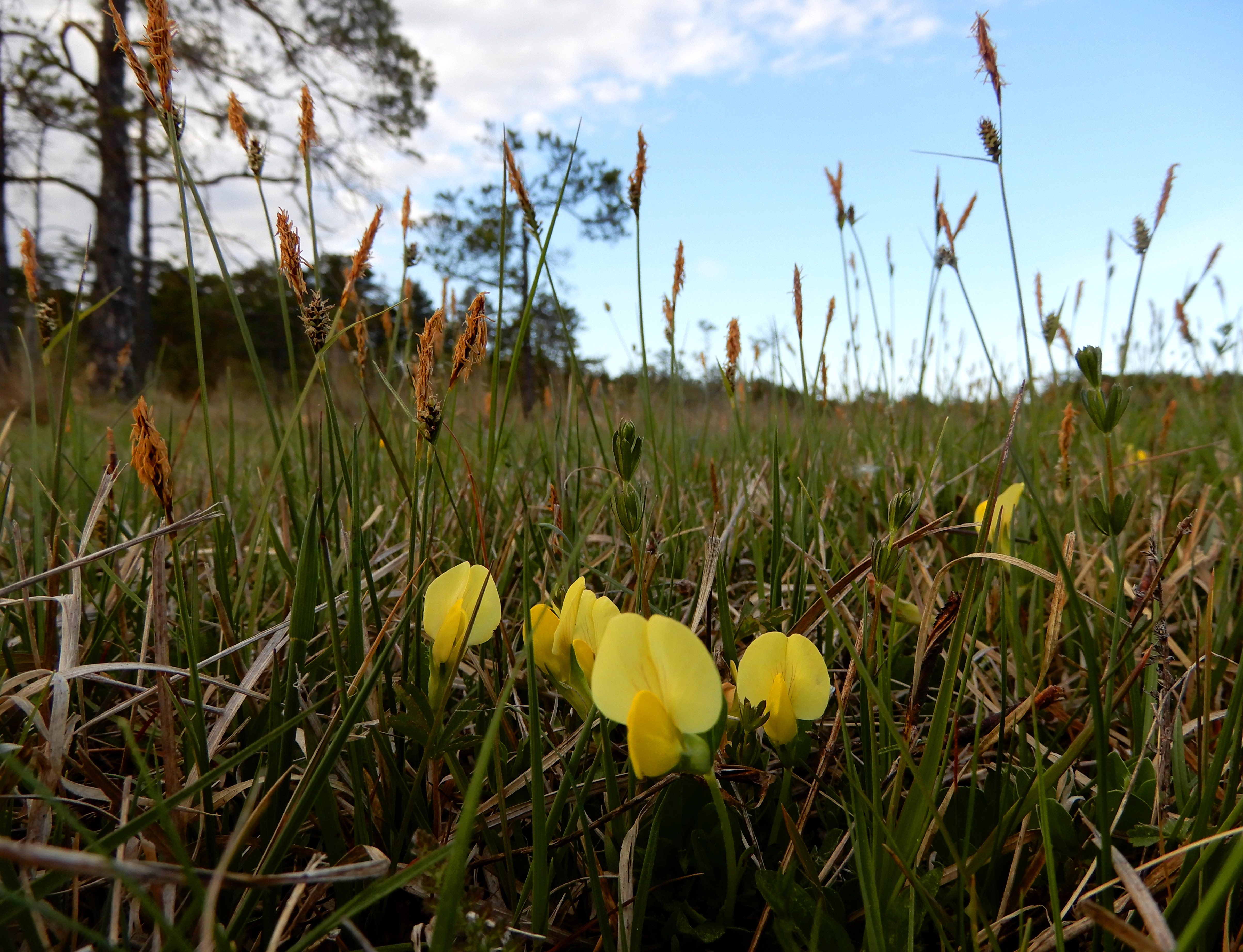
Klöverärt på Västers myr, Gotland

Klöverärt (Tetragonolobus maritimus) är en art i familjen ärtväxter. Den är ganska vanlig på fuktig, salthaltig, näringsrik mark. Havsstrandängar, kalkkärr och kalkrik ängsmark. Växten är flerårig och färgen blågrön. De svavelgula blommorna är ensamma och upp till 2,5 cm i storlek. Den mörkbruna baljan är 4-5 cm lång.